# 1.2.3我們都是木頭人世界巡迴演唱會
1.2.3我們都是木頭人世界巡迴演唱會是由台灣著名男歌手陶喆第三個大型巡迴演唱會，和上一個演唱會相同，首站同樣在虹口足球場舉行，於2007年8月8日舉行，后期這演唱會亦到台北、香港進行巡迴演唱會。
此演唱會的DVD在2009年3月27日發行，收錄了2007年7月7日虹口足球場的實況，其中「普通朋友」一曲的DVD實況收錄於2007年10月26日的發行的「Power Of Live 影音全紀錄珍藏盤」。

## 製作概念
本次主題主要以兒時遊戲「紅綠燈」為主題，此演唱會為陶喆經Love Can就是愛你音樂驚奇之旅世界巡迴演唱會後的大型演唱會，歷時2年，總數14場。
陶喆在這場演唱會的聲線狀態頂峰，他以巔峰的聲線演譯部分高難度歌曲，如「太美麗」及「愛我還是他」等。陶喆把部分歌曲全新編曲，如「小鎮姑娘」被編為搖滾版，此後陶喆連續幾個大型巡迴演唱會亦沿用此編曲。
陶喆後期為了報答歌迷，特意在2008年5月10日重返虹口足球場舉辦演唱會，並表示會特意修改歌單，令上海的歌迷能有與上年不同的感覺。
演唱會尾站在2009年8月8日於澳門金光綜藝館舉辦，基於陶喆要完成即將推出專輯69樂章進行錄製工作，對上一個場次已於10個月前的2008年10月7日。

## 巡演場次
| 場次 | 日期           | 國家／地區 | 城市   | 場館                    | 備註            |
| ---- | -------------- | ---------- | ------ | ----------------------- | --------------- |
| 1    | 2007年7月7日   | 中国大陆   | 上海   | 虹口足球場              |                 |
| 2    | 2007年7月14日  | 中国大陆   | 南京   | 五台山體育場            |                 |
| 3    | 2007年9月15日  | 中国大陆   | 貴陽   | 貴陽市新體育場          |                 |
| 4    | 2007年10月26日 | 臺灣       | 台北   | 台北小巨蛋              |                 |
| 5    | 2007年10月27日 | 臺灣       | 台北   | 台北小巨蛋              |                 |
| 6    | 2007年12月15日 | 中国大陆   | 廣州   | 天河體育場              |                 |
| 7    | 2008年3月1日   | 中国大陆   | 北京   | 首都體育館              |                 |
| 8    | 2008年3月22日  | 香港       | 香港   | 紅磡體育館              |                 |
| 9    | 2008年3月23日  | 香港       | 香港   | 紅磡體育館              |                 |
| 10   | 2008年3月24日  | 香港       | 香港   | 紅磡體育館              |                 |
| 11   | 2008年4月19日  | 新加坡     | 新加坡 | 新加坡室內體育館        |                 |
| 12   | 2008年5月10日  | 中国大陆   | 上海   | 虹口足球場              | 王者歸來 安可場 |
| 13   | 2008年10月7日  | 中国大陆   | 天津   | 民園體育場              |                 |
| 17   | 2009年8月8日   | 澳門       | 澳門   | 金光綜藝-威尼斯人綜合館 |                 |

## 表演曲目
1. 是是非非 

2. Runaway 

3. 忘不了 

4. 天天 

5. 普通朋友 

6. 討厭紅樓夢 

7. 鬼 

8. Susan說 

9. 愛我還是他 
 
10. 月亮代表誰的心 
 
11. 飛機場的10:30 

12. 小镇姑娘 

13. 今天沒回家 

14. 寂寞的季節 

15. 十七歲+二十二 

16. 沙灘 

17. My Anata 

18. 黑色柳丁 

19. 孫子兵法  

20. Dear God 

21. 今天妳要嫁给我 

22. 太美麗 

23.	就是愛你 

24. 王八蛋 

Encore 

25. 找自己 

26. 愛，很簡單 

1. 是是非非 

2. Runaway 

3. 忘不了 

4. 天天 

5. 普通朋友 

6. 討厭紅樓夢 

7. 鬼 

8. Susan說 

9. 愛我還是他 
 
10. 月亮代表誰的心 
 
11. 飛機場的10:30 

12. 小镇姑娘 

13. 今天沒回家 

14. 寂寞的季節 

15. 十七歲+二十二 

16. 沙灘 

17. My Anata 

18. 黑色柳丁 

19. 孫子兵法  

20. Dear God 

21. 今天妳要嫁给我 

22. 太美麗 

23.	就是愛你 

24. 王八蛋 

Encore 

25. 找自己 

26. 愛，很簡單 

27. Melody 

## 影音產品出版

### 曲目

#### DVD
- 01. 是是非非
- 02. RUN AWAY
- 03. 忘不了
- 04. 天天
- 05. 普通朋友
- 06. SUSAN說
- 07. 愛我還是他
- 08. 月亮代表誰的心
- 09. 飛機場的10：30
- 10. 小鎮姑娘
- 11. 寂寞的季節
- 12. 組曲：十七歲+二十二
- 13. 沙灘
- 14. 黑色柳丁
- 15. 孫子兵法
- 16. DEAR GOD
- 17. 今天你要嫁給我
- 18. 太美麗
- 19. 就是愛你
- 20. 找自己
- 21. 愛，很簡單
- 22. MELODY

-- 幕後花絮

### 发行信息
| 日期          | 產品名稱                                | 類型 | 發行地區 |
| ------------- | --------------------------------------- | ---- | -------- |
| 2009年3月27日 | 1.2.3我們都是木頭人世界巡迴演唱會 (DVD) | DVD  | 中国大陆 |